# Coupiac
Coupiac är en kommun i departementet Aveyron i regionen Occitanien i södra Frankrike. Kommunen ligger  i kantonen Saint-Sernin-sur-Rance som ligger i arrondissementet Millau. År 2022 hade Coupiac 358 invånare.

## Befolkningsutveckling
Antalet invånare i kommunen Coupiac
Referens: INSEE